# The Wretched Spawn
Albums de Cannibal Corpse
Gore Obsessed Kill
The Wretched Spawn est le neuvième album studio du groupe de brutal death metal américain Cannibal Corpse. Cet album est sorti le 24 février 2004 sous le label Américain Metal Blade Records. Comme pour leurs précédents albums, il existe une version censurée pour la pochette de l'album, jugée trop violente.

## Composition du groupe
- George Fisher - Chant
- Jack Owen - Guitare
- Pat O'Brien - Guitare
- Alex Webster - Basse
- Paul Mazurkiewicz - Batterie

## Liste des titres
1. Severed Head Stoning -1:45
2. Psychotic Precision - 2:56
3. Decency Defied - 2:59
4. Frantic Disembowelment - 2:50
5. The Wretched Spawn - 4:09
6. Cyanide Assassin - 3:11
7. Festering in the Crypt - 4:38
8. Nothing Left to Mutilate  - 3:49
9. Blunt Force Castration - 3:27
10. Rotted Body Landslide - 3:24
11. Slain - 3:32
12. Bent Backwards and Broken - 2:58
13. They Deserve to Die - 4:44